# Arrondissement de Ndindy

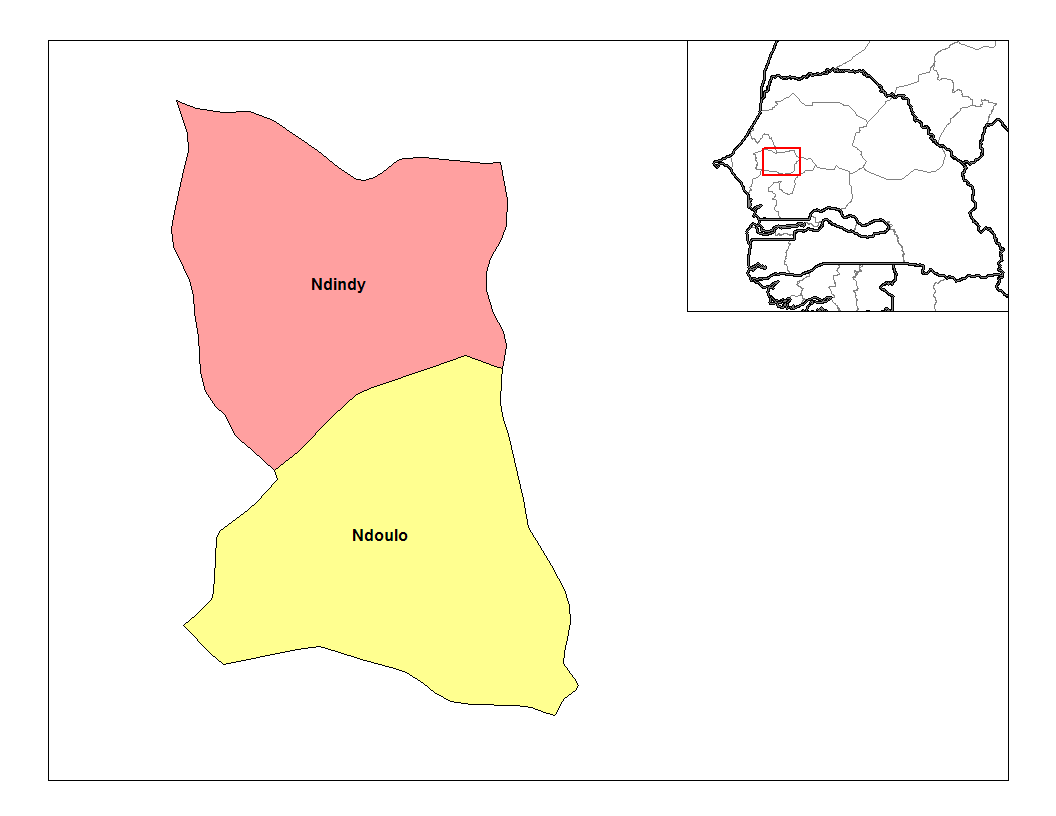
Carte du département de Diourbel.

L'arrondissement de Ndindy est l'un des arrondissements du Sénégal. Il est situé au nord du département de Diourbel, dans la région de Diourbel.
Il compte cinq communautés rurales :
- Communauté rurale de Ndankh Sene
- Communauté rurale de Gade Escale
- Communauté rurale de Keur Ngalgou
- Communauté rurale de Ndindy
- Communauté rurale de Taïba Moutoupha

Son chef-lieu est Ndindy.